# Крутицкая улица (Москва)
Крути́цкая у́лица — улица в центре Москвы в Таганском районе между Саринским проездом и 1-м Крутицким переулком.

## История

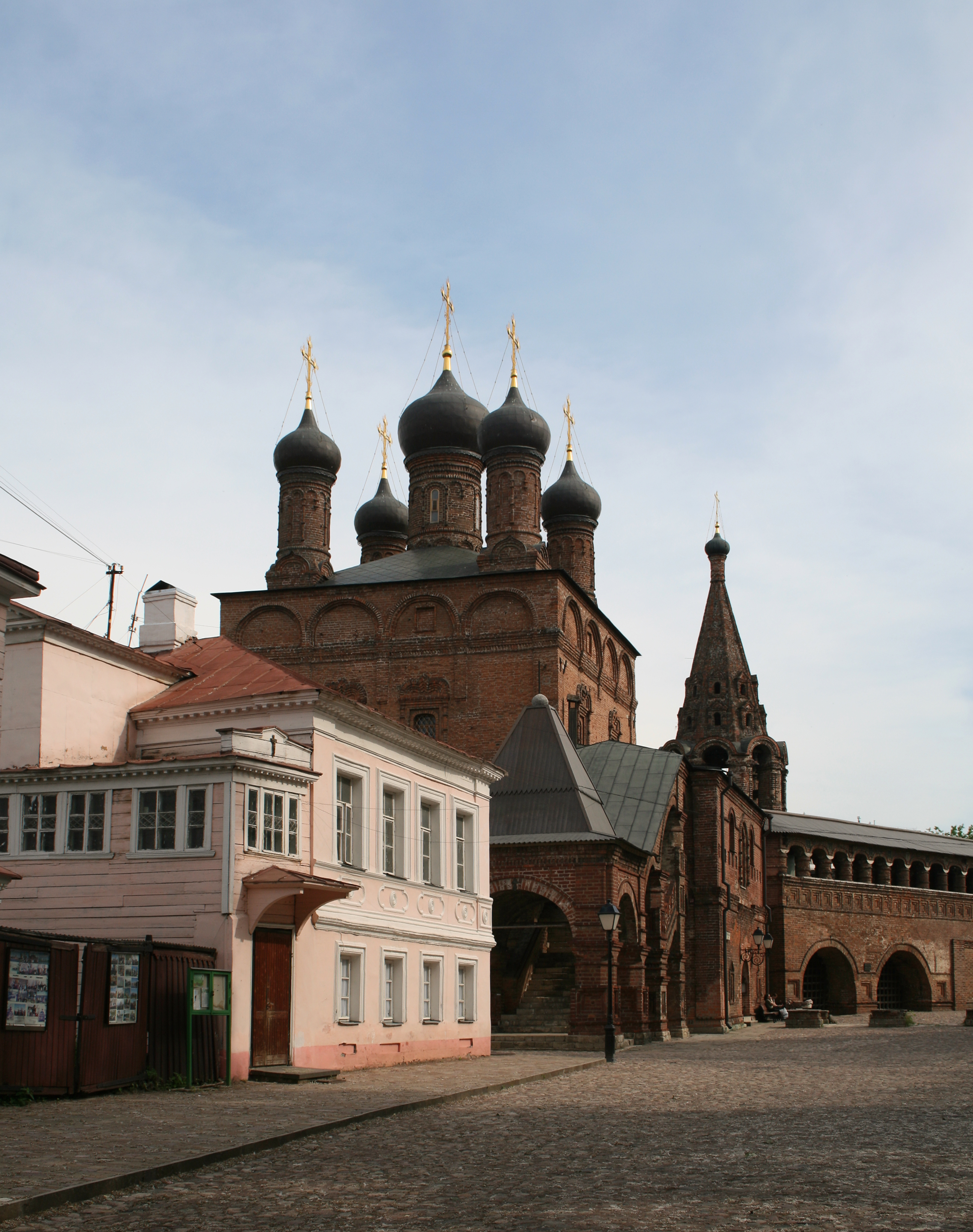
Вид на Собор Успения Пресвятой Богородицы на Крутицах с Крутицкой улицы.

Крутицкие улица, переулки и набережная возникли в XVIII—XIX веках, сохраняя название существовавшего здесь Крутицкого подворья архиереев Сарайских и Подонских (их епархия находилась в золотоордынской столице Сарай-Бату). Подворье возникло в конце XIII века, а со второй половины XV века стало постоянной резиденцией Сарских и Подонских владык — вплоть до упразднения епархии в 1764 году. Название подворья восходит к названию урочица Крутицы — местности по высокому крутому берегу Москвы-реки.

## Описание
Крутицкая улица проходит от 3-го Крутицкого переулка у восточного края эстакады Новоспасского моста и параллельного ему Саринского проезда на юг к Крутицкому подворью до 1-го Крутицкого переулка.

## Здания и сооружения
По нечётной стороне:
- Дом 11 — Собор Успения Пресвятой Богородицы на Крутицах; Московская патриархия, отдел по делам молодежи Русской православной церкви;
- Дом 13 — Крутицкое подворье; Храм Воскресения Словущего на Крутицах;

По чётной стороне:
- Дом 4, строение 3 — Промстройпроект.